# 姜吉初
姜吉初（1944年—），山东乳山人，中国人民解放军将领、中国人民解放军中将。 
毕业于北京大学分校法律系法律专业，是中共党员。1997年7月3日，担任中国人民解放军军事法院院长。2005年，授予中国人民解放军中将，曾任总政治部主任助理。2008年，担任全国人大外事委员会委员。